# 格拉夫頓 (內布拉斯加州)
格拉夫頓（英語：Grafton）是位於美國內布拉斯加州菲爾莫爾縣的村。

## 人口
根據2020年美國人口普查的數據，格拉夫頓的面積為0.90平方千米，皆為陸地。當地共有人口107人，而人口密度為每平方千米119人。